# 린이신
린이신(중국어: 林逸欣, 병음: Lín Yìxīn, 한자음: 임일흔, 영어: Shara Lin, 1985년 11월 5일 ~ )은 타이완의 배우, 작곡가, 피아노 연주자, 바이올린 연주자이다.

## 방송
- 아적극품남우
- 천약유정
- 진애배방
- 친애적, 아애상별인요
- 행복포공영

## 영화
- 아적극품남우 (2016년)
- 천약유정 (2015년)
- 친애적, 아애상별인요 (2013년)
- 진애배방 (2013년)
- 행복포공영 (2013년)
- 강금목마 (2012년)
- 분애분애니 (2012년)
- 하천협주곡 (2008년)